# 敏巫镇区
敏巫鎮為緬甸馬圭省敏巫縣的鎮區。2014年人口188,182人，區域面積1,661.0平方公里。該鎮下分142個村莊。敏巫為該鎮之首府。